# Edosa ochranthes
Edosa ochranthes är en fjärilsart som beskrevs av Edward Meyrick 1893. Edosa ochranthes ingår i släktet Edosa och familjen äkta malar. Inga underarter finns listade i Catalogue of Life.